# Маховиковий накопичувач енергії

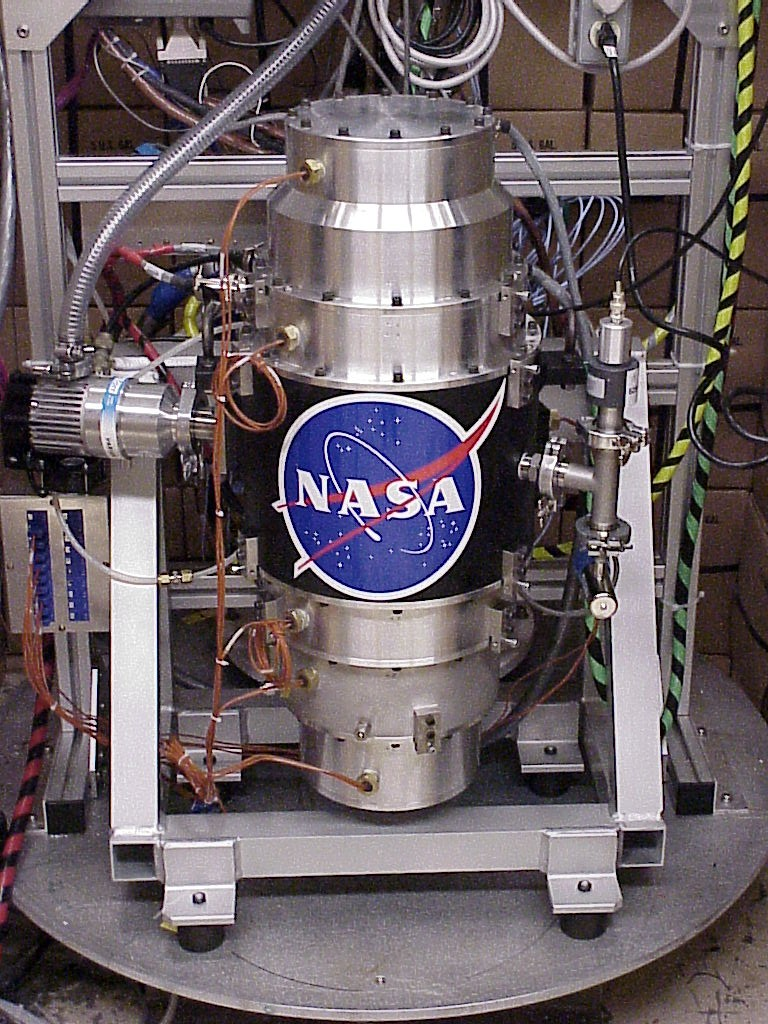
Маховиковий накопичувач енергії NASA_G2

Маховиковий накопичувач енергії (МНЕ) (англ. Flywheel energy storage (FES)) працює шляхом прискорення ротора (маховика) до дуже високої швидкості та підтримки енергії в системі як енергії обертання. Коли енергія забирається із системи, швидкість обертання маховика зменшується як наслідок принципу збереження енергії; додавання енергії в систему відповідно призводить до збільшення швидкості маховика.
Більшість систем МНЕ використовують електрику для прискорення та уповільнення маховика, але розробляються пристрої, які безпосередньо використовують механічну енергію.
Удосконалені системи МНЕ мають ротори, виготовлені з високоміцних композитів з вуглецевого волокна, підвішені на магнітних підшипниках і обертаються зі швидкістю від 20 000 до понад 50 000 обертів на хвилину у вакуумній камері. Такі маховики можуть розганятися за лічені хвилини, досягаючи своєї енергетичної ємності набагато швидше, ніж деякі інші форми її зберігання.